# Der brænder en ild
Der brænder en ild er en dansk film fra 1962.
- Manuskript Alice O'Fredericks og Jon Iversen efter roman af Morten Korch.
- Instruktion Alice O'Fredericks og Robert Saaskin.

## Medvirkende
Blandt de medvirkende kan nævnes:
- Poul Reichhardt
- Bodil Udsen
- Ib Mossin
- William Rosenberg
- Puk Schaufuss
- Astrid Villaume
- Birgit Sadolin
- Ejner Federspiel
- Jørn Jeppesen
- Bertel Lauring
- Ebba Amfeldt
- Palle Huld
- Knud Hallest
- Peter Malberg
- Christian Arhoff
- Marie Brink

## Eksterne links
- Der brænder en ild på Internet Movie Database (engelsk)
- Der brænder en ild på Filmdatabasen
- Der brænder en ild på danskefilm.dk
- Der brænder en ild på danskfilmogtv.dk
- Der brænder en ild på Scope
- Der brænder en ild på The Movie Database (engelsk)